# Ancelle di Santa Teresa del Bambin Gesù
Le Ancelle di Santa Teresa del Bambin Gesù (sigla A.S.T.) sono un istituto religioso femminile di diritto pontificio.

## Storia
La congregazione fu fondata nel 1933 a Cuccaro Vetere dal sacerdote Nicola Cerbone insieme con Chiarina Oristano.
L'11 febbraio 1952 giunse l'approvazione diocesana dell'istituto e il 12 agosto successivo suor Oristano fu eletta prima superiora generale.

## Attività e diffusione
Le suore si dedicano all'educazione della gioventù in asili e scuole e all'aiuto ai sacerdoti nelle attività parrocchiali.
La sede generalizia è a Vallo della Lucania.
Alla fine del 2015 l'istituto contava 107 religiose in 26 case.